# 小ザブ川
小ザブ川（しょうザブがわ、Little Zab/Lower Zab）はイランとイラクを流れる河川である

。イランに源流を持ち、イラクのクルディスターンにあるアル＝ザブのすぐ南でティグリス川に合流する。およそ400キロメートルの長さを持ち、流域面積は約22,000平方キロメートルである。河水の源は降雨と雪解け水であり、そのために春に流量のピークを迎え、夏から初秋にかけて流量が最少になる。小ザブ川には2つのダムが設けられており、水量をコントロールするとともに、灌漑用水の供給と水力発電を行っている。ザグロス山脈には少なくとも前期旧石器時代から人が住んでいたが、小ザブ川における最初期の考古学的遺跡であるバルダ・バルカ（Barda balka）は中期旧石器時代に年代づけられる。以降の全ての時代において、小ザブ川流域には人が住んでいたことが証明されている。

## 流路
小ザブ川はイランにあるザグロス山脈の海抜約3,000メートルの位置から湧き出ている。上流域ではその流路はザグロス山脈の主要な山々の連なりによって定まっており、これに並行して概ね北西から南東へ流れている。流れが変わるのはこれらの山脈が途切れる山峡においてのみであり、こうした場所では急激に方向が変わる。ドゥカン（Dukan）の南で平野部へと入って概ね西進し、アルトゥン・コプリの町よりやや上流の地点で南西へと向きを変える。そしてアル＝ザブの町のそばでティグリス川と合流する。ほとんどの支流はドゥカンより上流で小ザブ川に合流する。その中で最も大きいものはバーニ川（Baneh）とカラ・チュラン川（Qala Chulan）であり、ラニヤ平野で数多くの小さな支流が小ザブ川に合流する。そのうちの一部は現在ではドゥカン湖に水没している。
小ザブ川の長さについては380キロメートル、400キロメートル、および456キロメートルという異なる推計値がある。小ザブ川のごく一部はイランとイラクの国境線となっており、下流域ではイラクのアルビール県とスレイマニヤ県の境界を構成している。川の水源は雪解け水と降雨であり、その結果として春（2月～3月）に流量のピークを迎える。流量が最少となるのは7月から8月の間である。小ザブ川の平均流量（毎秒）は197.8立方メートル毎秒であり、流量の最高記録は3420立方メートル毎秒である。年間平均流量は7.2立方キロメートルである。古来、暴れ川として知られ、中世のアラブの地理学者たちは小ザブ川と大ザブ川を「悪魔が取り付いている」と表現している。

## 流域
小ザブ川の流域は21,475-22,250平方キロメートルの範囲にわたる。ドゥカン・ダムが建設された場所の下流に限れば、11,700平方キロメートルである。流域の大部分（74パーセント）はイラクの領内にあり、残りはイランにある。小ザブ川流域の北側は大ザブ川の流域に接し、南はアドハイム川およびディヤラ川の流域に面している。並走する石灰岩の山脈であるザグロス山脈は標高3,000メートルを超える。水による浸食によって小ザブ川の河谷とザグロス南西の山麓が砂利と砂の混合物の層で満たされている。ラニヤ平原は小ザブ川流域で最大の河谷であり、Shahrazor背後にあるイラク領内のザグロスで2番目に大きい河谷でもある。
小ザブ川は多種多様な気候帯および生態系を通過する。川沿いの年間降水量は上流から下流へかけて、イラン領内のザグロスにおける1,000ミリメートル以上から、アル＝ザブ近郊のティグリス川との合流点における200ミリメートル未満まで減少する。平均気温も同様の勾配を描き、ザグロス山脈の河谷は一般的に山麓地域よりも冬の寒さが厳しく、夏は山麓地域の方が暑い。ザグロスの高地では3つの異なる生物地理区（Terrestrial ecozone）が見られる。森林限界は標高およそ1800メートルの位置にあり、それ以上の標高では草（herbs）と灌木（shrubs）が主たる植生となる。標高1800メートルから610メートルの間ではオーク（Quercus aegilops）の森が支配的であったが、元来の植生はほとんど失われている。小ザブ川の河谷は好水性の植物（water-loving plants）と、排水が無い湿地帯（かつては排水が無くマラリアが流行していた）に特徴づけられている。山麓、特にアルビールの平野はくまなく耕作されているが、自然の植生が疎らに残されており、Phlomis属（genus）の草が繁茂している。

## 河川改修
小ザブ川にはイラクの領域に2つのダムが設けられており、イラン領内でも現在1つが建設中、2つのダムが計画されている。イラクにある2つのダムがドゥカン・ダムとディビス・ダムである。ドゥカン・ダムは1957年から1961年にかけて建設されたマルチプルアーチダムで、ドゥカンの町の上流にある。このダムの高さは河床（海抜516メートル）から116メートルで、全長360メートルである。このダムの機能は小ザブ川の流量をコントロールし、その貯水池（ドゥカン湖）に灌漑用水を蓄積するとともに水力発電によって電力を供給することである。ドゥカン・ダムの最大貯水量は6.97立方キロメートルである。ドゥカン・ダムの形成は数多くの考古学的遺跡を水没させるため、考古学調査と緊急調査（Rescue archaeologyが浸水予定地域で実施された。特に重点的に行われたのはテル・シェムシャラとテル・バズムシアンである。ディビス・ダムはティグリス川と小ザブ川の合流点からおよそ130キロメートル上流に位置し、1960年から1965年にかけて建造された。このダムは全長376メートル、幅23.75メートルの規模を持つエンバンクメントダム（フィルダム）であり、キルクークに灌漑用水を供給している。現在イランで建設中のダムはサルダシュト・ダムである。建設は2011年に開始され、完成すれば高さ116メートルのエンバンクメントダムとなり、120メガワットの電力を生産する。イランはさらに、サルダシュト・ダムの上流に水力発電用のShivahan DamとGarjhal Damを建設することを計画している。

## 歴史
イラク領クルディスターンは、考古学的観点からはあまりよくわかっていないが、それでも現在入手可能な資料によって、イラク領内のザグロス地域の比較的良好な生態学的条件によって先史時代初期から人が集まってきていたことが示されている。後期旧石器時代に年代づけられる考古学的遺跡はザグロス山脈のイラク側では発見されていないが、イラン側では考古学的調査によってこの時代の洞窟遺跡が数多く発見されている。より広い小ザブ川地域の初期先史時代に関する情報は、キルクークの東にある遺跡と、小ザブ川の南にある遺跡でシカゴ大学東洋学研究所が行った調査によって得られている。

この地域における最も早い人類居住の痕跡は、中期旧石器時代の遺跡であるバルダ・バルカ遺跡から見つかった後期アシュール文化の石器である。ザグロスの別の場所での考古学的調査では、初期の狩猟採集民にとってこの地域が重要であったことが証明されている。このような初期の狩猟採集民には、大ザブ川流域のシャニダール洞窟での発見によって存在が証明されているネアンデルタール人のグループが含まれる。ネアンデルタール人と解剖学的な現生人類の両者が使用していたムスティエ文化の石器が、最近になって小ザブ川と大ザブ川の間のアルビールで発見されている。野外遺跡と洞窟遺跡の双方が前期旧石器時代から亜旧石器時代にまたがるザルジアン文化の存在を証明している。ザルジアン文化の後、人類の居住の中心は洞窟遺跡から（洞窟は二次的な、あるいは季節的な居住として今日まで使用され続けているが）野外遺跡へと移行し、またこの時代に植物の栽培と動物の家畜化が同時に進展した。ヤギの家畜化は恐らくザグロスのこの地域で世界で初めて発生した。キルクークの東にあるジャルモの遺丘（テル）は新石器時代の村落であり、ここでは農耕と牧畜が行われていた。土器は居住の初期から使用されていた。これは後の段階ではハッスナーの土器に似るようになる。ラニヤ平野のテル・シェムシャラにおける初期の居住もこの時期に年代付けることができる。ラニヤ平野での考古学野外調査によって、ウバイド期とウルク期、およびニネヴェ5期の間（合わせて概ね前6千年紀から前3千年紀半ばに相当する）にもこの地域に人が住んでいたことが示されている。アルビールの城塞から見つかった史料も、これを裏付ける。
この地域は前3千年紀の終わりに歴史史料に登場するようになる。当時はウルビルム（Urbilum）と呼ばれていたアルビールは、ウル第3王朝の王シュルギによって言及されている。この時代以降、小ザブ川流域は、ザグロス山脈の支配を志向する歴代のメソポタミアの帝国における出来事に巻き込まれるようになっていった。前2千年紀初頭、「北メソポタミア王国」の王シャムシ・アダド1世は恐らく小ザブ川の下流沿いにあったカブラ（Qabra）の町に戦争を仕掛け、征服した後、駐屯軍を置いた。テル・シェムシャラ（古代のシュシャッラ/Shusharra）で発見された楔形文字粘土板文書によって、現地の総督が忠誠の対象を変更してシャムシ・アダド1世の臣下となったことがわかる。前14世紀の間、この地域は小ザブ川南にあるヌジやテル・アル＝ファカルのようにミッタニ（ミタンニ）王国の一部となっており、粘土板文書の集積がいくつも生み出された。前1千年紀最初の1世紀の間、小ザブ川の下流域はアッシリア（中アッシリア-新アッシリア時代）の中核地帯となっていた。アッシリアが崩壊した後、ザグロスの支配権はメディアに移り、さらに前550年にはアケメネス朝（ハカーマニシュ朝）がそれを引き継いだ。最後のアケメネス朝の王ダレイオス3世（ダーラヤワウ3世）は北イラクのガウガメラの戦いでアレクサンドロス3世（大王）に敗れ、アレクサンドロス3世が前323年に死去した後は、彼の後継者（ディアドコイ）セレウコス1世が建設したセレウコス朝がこの地域を支配下に置いた。

### 名前について
1. ↑  小ザブ川の各言語における表記は、英語：Little Zab/Lower Zab、アラビア語: الزاب الاسفل：al-Zāb al-Asfal、クルド語: Zêy Koya/Zêyê Biçûk、ペルシア語: زاب کوچک：Zâb-e Kuchak、シリア語 (マクロランゲージ): ܙܒܐ ܬܚܬܝܐ：Zāba Taḥtāya、中世ギリシア語：μικρω Ζβαω、古代ギリシア語：Κπροω, アッカド語：Zabū šupalū[1]となっている。